# Picton (Neuseeland)
Picton ist eine Hafenstadt im Marlborough District auf der Südinsel von Neuseeland.

## Namensherkunft
Ursprünglich Newton genannt, erhielt Picton seinen Namen im Jahr 1859 zu Ehren von Sir Thomas Picton, einem General, der unter Arthur Wellesley, dem 1. Duke of Wellington, in den napoleonischen Kriegen diente.

## Geographie
Die Stadt befindet sich rund 25 km nördlich von Blenheim am Picton Harbour, einem Meeresarm des Queen Charlotte Sound. Eingebettet zwischen bis zu 727 m hohen Bergen im Westen und bis zu 970 m hohen Bergen im Osten, liegt die Stadt in einem nach Norden hin offenen Talkessel, in dem sich der Waitahi River nach Norden durch die Stadt schlängelt und nahe dem Fährterminal der Stadt in den Picton Harbour mündet.

## Geschichte
Die Stadt befindet sich auf dem Siedlungsgrund des Māori-Stammes der Te Āti Awa, deren Pā (Dorf) den Namen Waitohi trug. Irgendwann zwischen 1844 und 1850 kauften der Gouverneur George Edward Grey und Francis Dillon Bell, ein Vertreter der New Zealand Company, das Land den Māori ab, die bereit waren, ihr Dorf in die Waikawa Bay zu verlegen. Nachdem die Stadtplanung abgeschlossen war, wurde der neue Ort von der New Zealand Company Newton genannt, doch als die Provinz Marlborough im Jahr 1859 gegründet wurde, benannte man den Ort in Picton um und machte ihn zum Sitz der Provinzregierung. Streit und Machtkämpfe führten 1865 schließlich dazu, dass der Sitz der Provinzregierung nach Blenheim verlegt wurde.
Als im Jahr 1864 in der Gegend um Wakamarina Gold gefunden wurde, wuchs die Einwohnerzahl von Picton kurzfristig auf über 3000 Einwohner an, doch reduzierte sich schnell wieder, als nur zwei Jahre später die Gründe erschöpft waren.
1876 wurden Picton die Stadtrechte verliehen.

## Bevölkerung
Zum Zensus des Jahres 2013 zählte die Stadt 2745 Einwohner, 6,3 % weniger als zur Volkszählung im Jahr 2006.

## Infrastruktur

### Straßenverkehr
Am Fährterminal der Stadt endet der New Zealand State Highway 1, der von Bluff im äußersten Süden der Südinsel über Dunedin, Christchurch und Blenheim kommend, die gesamte Südinsel an ihrer Ostseite durchquert und erst nach der Überquerung der Cook Strait ab Wellington seine Fortsetzung nach Norden findet. Eine Küstenstraße, die im westlichen Teil der Stadt von dem Highway abzweigt, verbindet Havelock, rund 20 km weiter westlich liegend, mit Picton. Über Havelock und dem New Zealand State Highway 6 ist Nelson, rund 60 km westlich von Picton, zu erreichen.

### Schienenverkehr
Am Fährterminal des Hafens von Picton endet die Bahnstrecke Christchurch–Picton. Sie verbindet den Ort mit Christchurch und weiter mit den südlichen Landesteilen entlang der Ostküste. In Picton schließt ein Trajekt (Interislander Ferry) zur Nordinsel an die Strecke an. Der TranzCoastal verkehrt zwischen Picton und Christchurch.

### Schiffsverkehr
Über den Fährhafen der Stadt findet die Südinsel Anschluss an die Nordinsel. Alle Güter, die per Lastkraftwagen und per Eisenbahn zwischen den beiden Hauptinseln transportiert werden, nutzen die Fährverbindung zwischen Picton und Wellington. Auch der gesamte Personenkraftverkehr führt über die gleiche Strecke. Zwischen den beiden Fährhäfen verkehren die Fähren der Firmen Interislander und Strait Shipping, letztere unter dem Namen Bluebridge bekannt.
Östlich des Fähranlegers befindet sich der Yachthafen der Stadt und ein weiterer liegt knapp 4 km nordöstlich in der Bucht von Waikawa.
Im Jahre 2000 wurde der Hafen Picton um die Waimahara Wharf in der direkt angrenzenden Shakespeare Bay erweitert. Dort befindet sich der Holzhafen, von dem Holztransporte nach Norden gehen. An dem Kai legen auch Kreuzfahrtschiffe an.

## Tourismus
Picton ist Ausgangspunkt für Fahrten in die Marlborough Sounds. Sehenswürdigkeiten von Picton sind der im Hafen liegende Dreimaster Edwin Fox sowie ein kleines den Walen (mit Informationen zum Walfang) gewidmetes Museum.

## Persönlichkeiten
- Chris Cairns (* 1970), Cricketspieler

## Fotogalerie

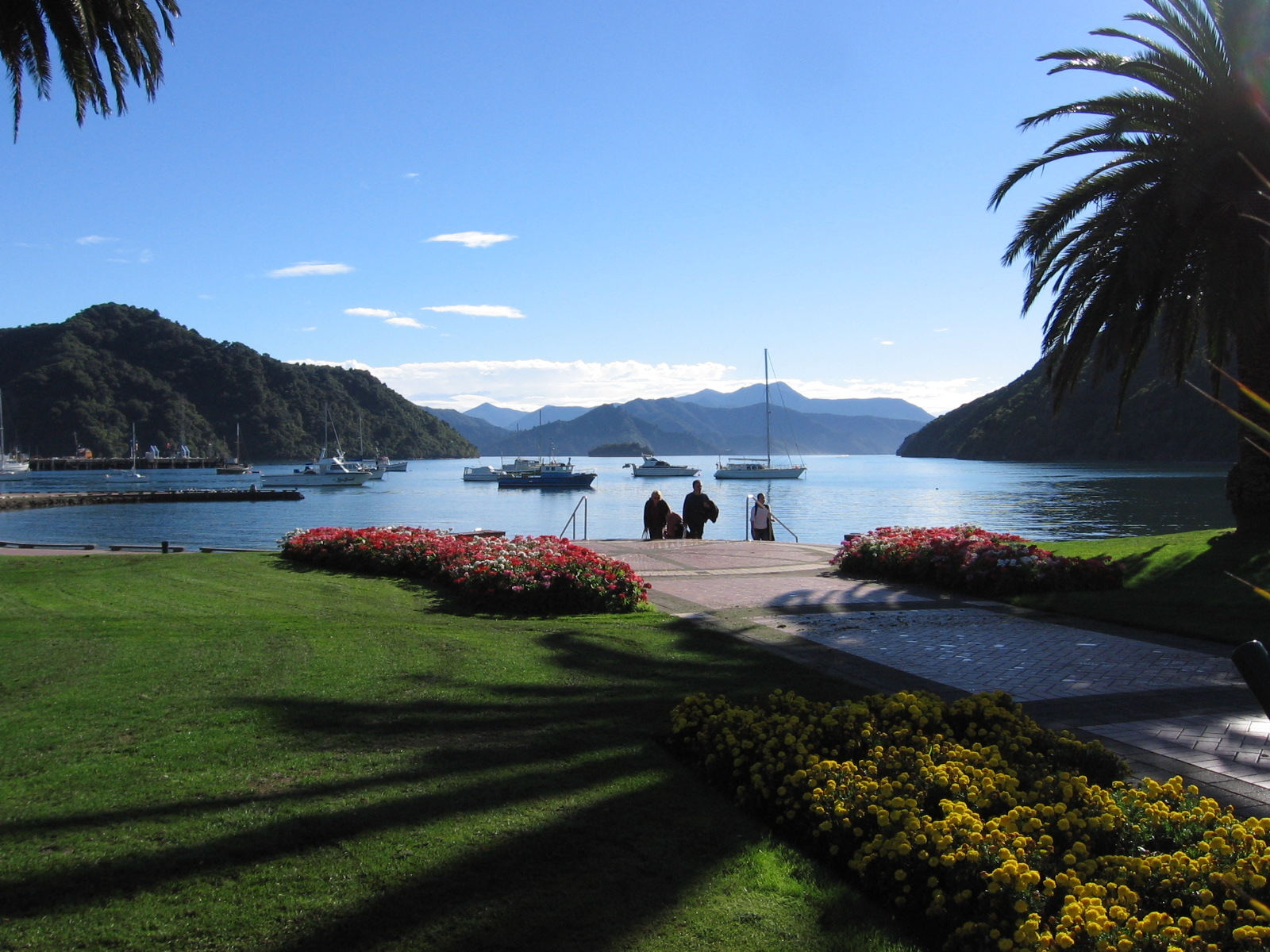
Blick von Picton auf den Sund
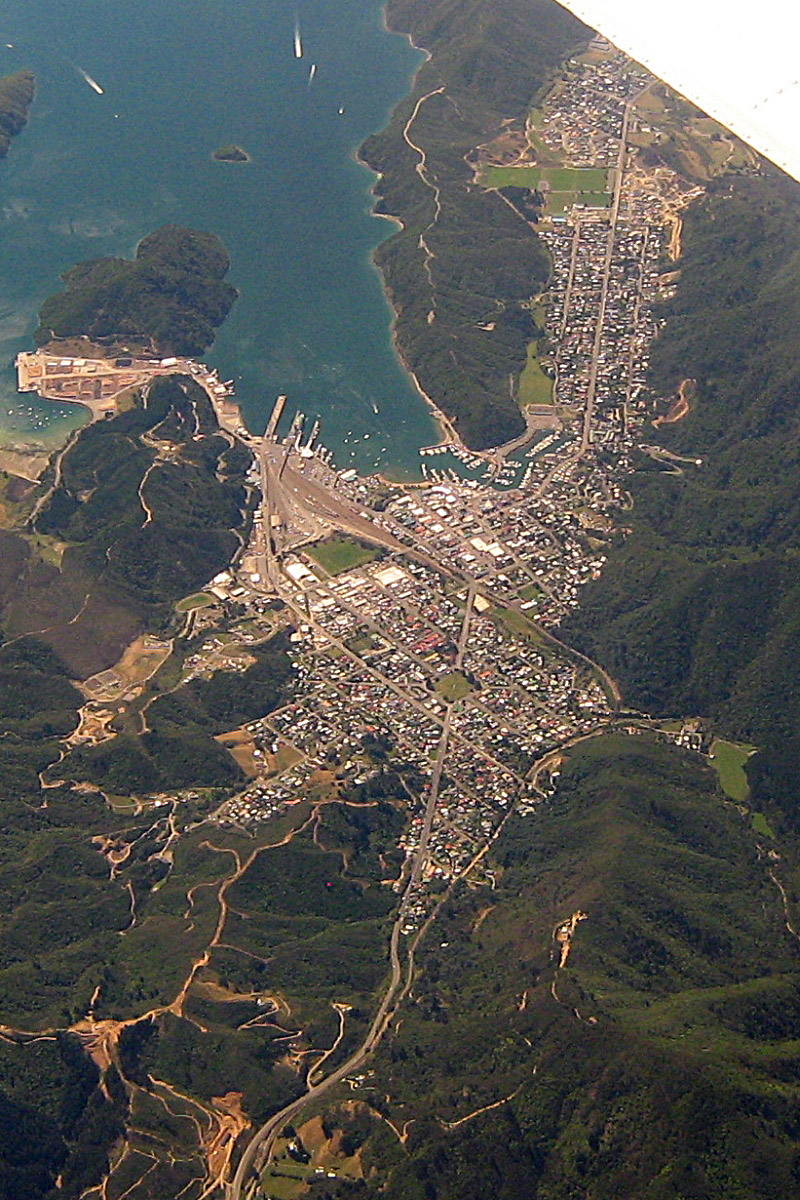
Luftbild Picton
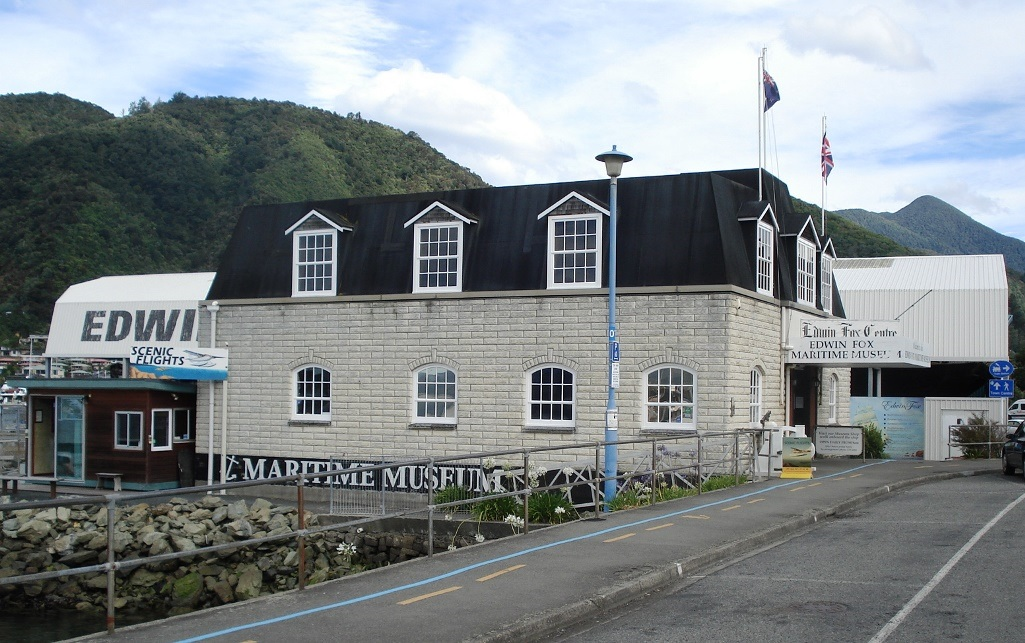
Edwin Fox Maritime Museum (s. Edwin Fox)
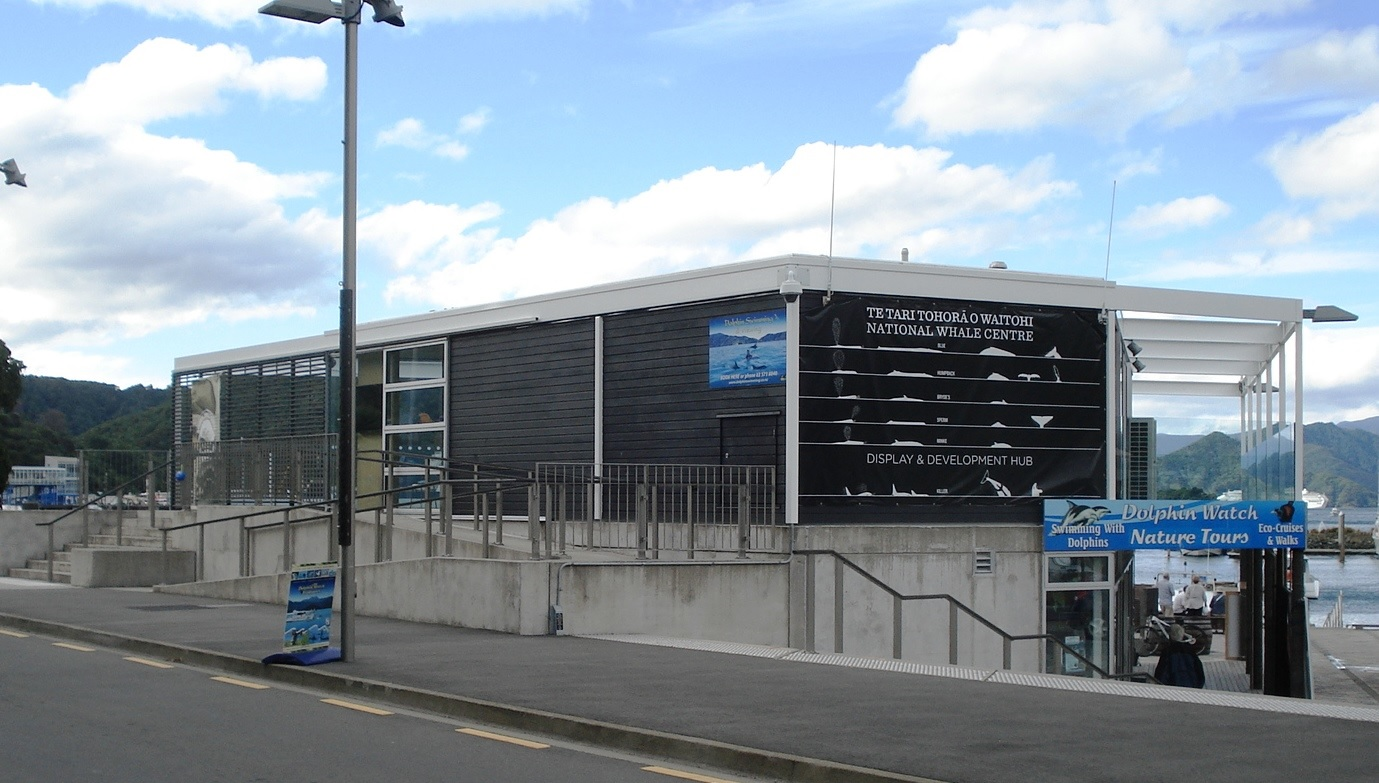
Das "National Whale Centre"